# Jabel
Jabel ist eine Gemeinde im Landkreis Mecklenburgische Seenplatte in Mecklenburg-Vorpommern (Deutschland). Sie wird vom Amt Seenlandschaft Waren mit Sitz in der Stadt Waren (Müritz) verwaltet.

## Geografie

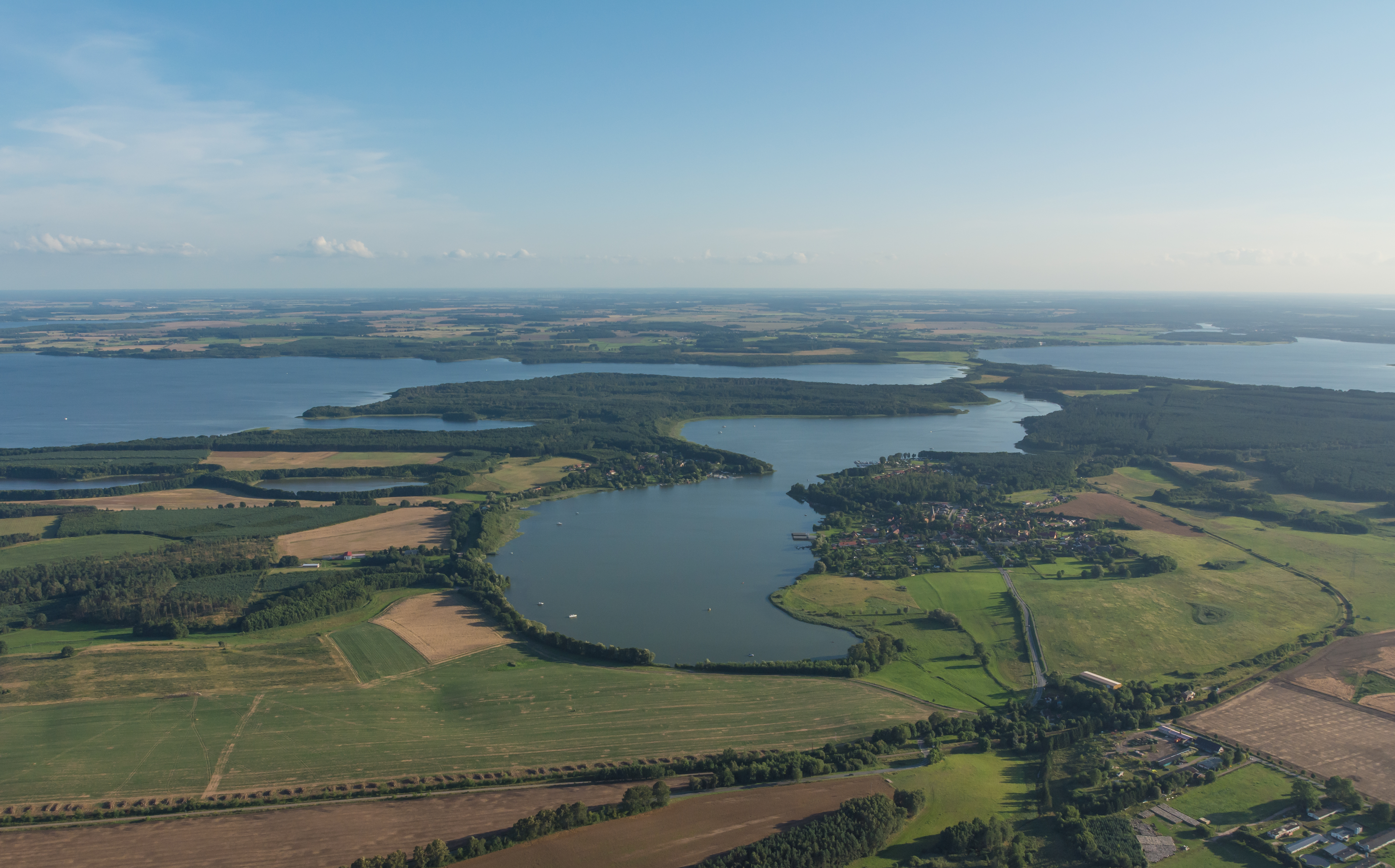
Jabel und Kölpinsee, Jabelscher See und Fleesensee

Die Gemeinde Jabel im Gebiet der Mecklenburgischen Seenplatte ist etwa zehn Kilometer von Waren (Müritz) entfernt. Das sehr waldreiche Gebiet um Jabel umschließt den Loppiner See und den Jabelschen See, der mit den großen Seen (Kölpinsee und Fleesensee) verbunden ist. Zwischen Jabelschem und Kölpinsee befindet sich die Halbinsel Damerower Werder – ein besonderes Schutzgebiet, in dem seit 1957 Wisente in einem Freigehege leben. Der westliche Teil der Gemeinde liegt im Naturpark Nossentiner/Schwinzer Heide.
Umgeben wird Jabel von den Nachbargemeinden Klocksin im Norden, Grabowhöfe im Nordosten, Waren (Müritz) im Osten, Klink im Südosten, Göhren-Lebbin im Süden, Silz im Südwesten, Nossentiner Hütte im Westen sowie Hohen Wangelin im Nordwesten.
Zu Jabel gehören die Ortsteile Damerow, Loppin, Neu Gaarz und Alt Gaarz.

## Geschichte

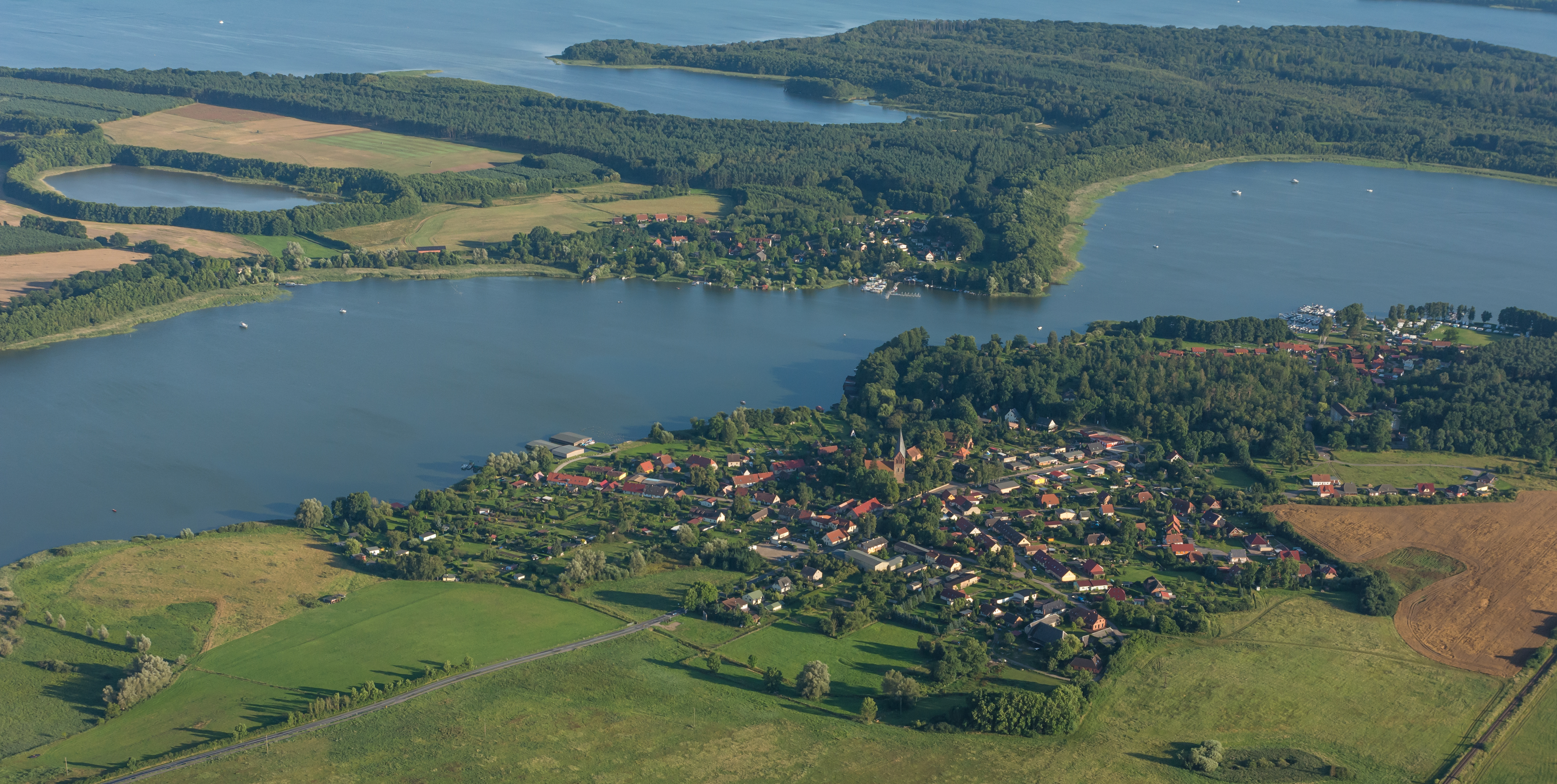
Blick auf der Ortskern von Jabel

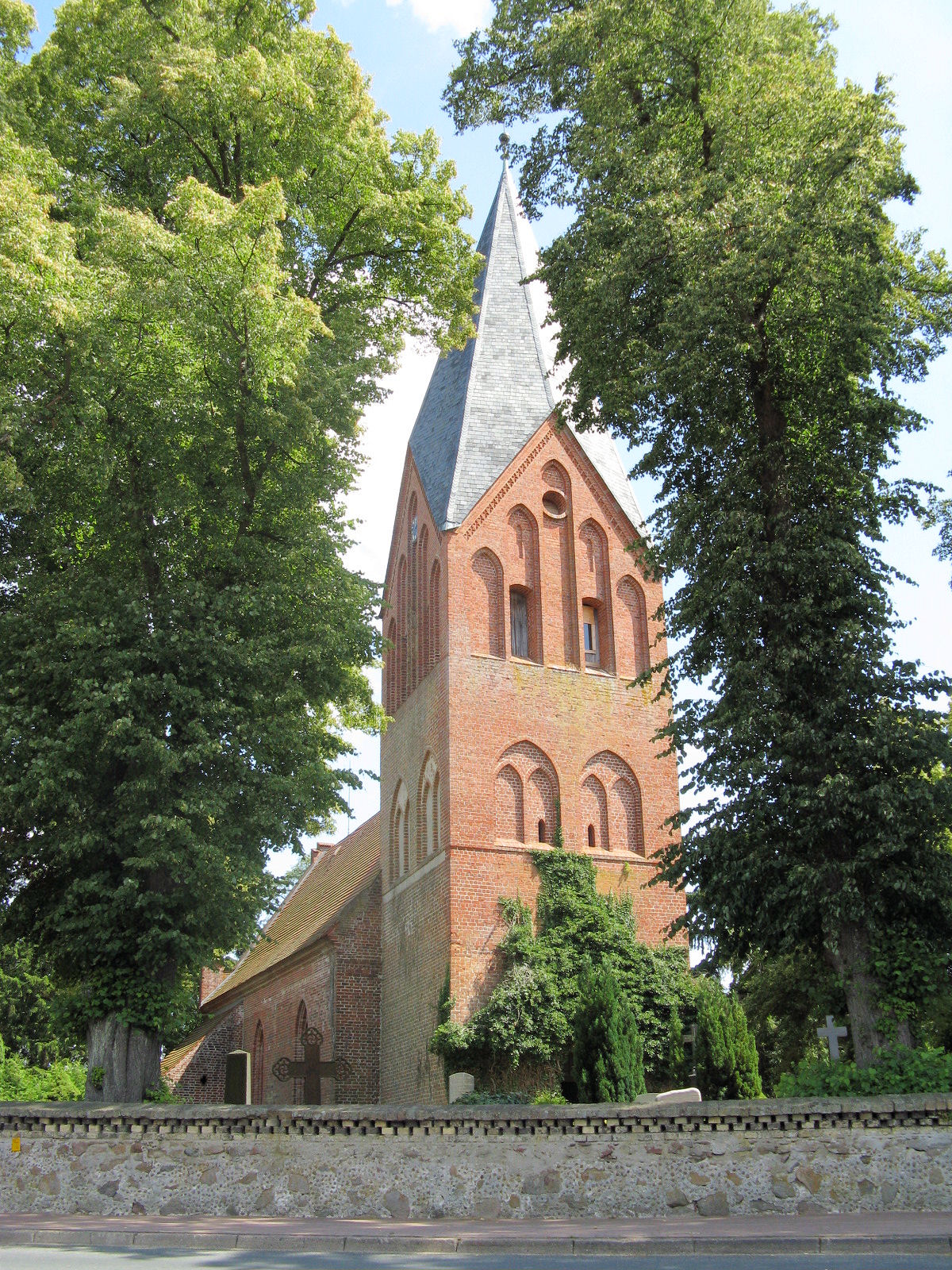
Dorfkirche in Jabel

Im Jahr 1256 tauchte der ursprünglich slawisch besiedelte Ort erstmals als Jabele in einer Urkunde auf. Der Name stammt vom altslawischen jablŭ = Apfelbaum ab. Dorf und Kirche wurden im Dreißigjährigen Krieg zweimal geplündert und wieder aufgebaut.
Am 1. November 1806 verloren Blüchers Truppen unter Yorck im Wald zwischen Jabel und Nossentin ein Gefecht des Vierten Koalitionskrieges gegen Frankreich. Der Ort heißt heute noch Schlachtfeld. Ein Denkmal erinnert dort an die Kämpfe. Im Jahr 1859 wurde die Dorfkirche nach einem Brand neu errichtet. Pastor war hier unter anderem der Onkel des bedeutenden niederdeutschen Schriftstellers Fritz Reuter, der Jabel als „im Paradies liegend“ bezeichnete.
Fritz Reuter wurde von seiner Familie in die Abgeschiedenheit dieses Paradieses strafversetzt. Er sollte hier von seinem Lebensstil Abstand gewinnen, der nach wenig effizientem Jurastudium, aktiver Burschenschaft und folgender Inhaftierung, bildhaft als „feucht-fröhlich“ bezeichnet werden musste. Das Vorhaben blieb jedoch relativ erfolglos. Einige seiner Geschichten – u. a. „De Köster up de Kindelbiehr“ aus „Läuschen und Rimels“ – geben einen Einblick in das ausgelassene Leben, das er zusammen mit den Bauern hier geführt haben soll. Was davon Dichtung und Wahrheit ist, weiß niemand mehr so genau, aber verbrieft ist, dass der Dichter den Sommer 1841 im Ort verbracht hat.
Zu DDR-Zeiten wurde zwischen Jabel und Plau am See ein Kinder-Ferienlager und zugleich Weiterbildungsstätte für die Staatliche Forstwirtschaft errichtet und unterhalten.
Jabel hat sich durch den Wald- und Wasserreichtum seit langem zu einem Erholungsort mit Feriensiedlung, Campingplätzen, Gaststätten und Marina entwickelt.
Am 1. Juli 1950 wurden die bis dahin eigenständigen Gemeinden Damerow und Loppin eingegliedert. Am 1. Januar 2015 wurde die Nachbargemeinde Neu Gaarz eingemeindet.

## Politik

### Gemeindevertretung und Bürgermeister
Der Gemeinderat besteht (inkl. Bürgermeister) aus acht Mitgliedern. Die Wahl zum Gemeinderat am 26. Mai 2019 hatte folgende Ergebnisse:
| Partei/Bewerber                               | Prozent | Sitze |
| --------------------------------------------- | ------- | ----- |
| Allgemeine ländliche Wählergemeinschaft Jabel | 82,76   | 7     |
| CDU                                           | 10,95   | 1     |

Bürgermeister der Gemeinde ist Johannes Güssmer, er wurde mit 84,26 % der Stimmen gewählt.

### Wappen
| Wappen von Jabel | Blasonierung: „Über blauem Schildfuß, darin drei goldene Wellenfäden, gespalten; vorn in Gold ein aus dem rechten Seitenrand hervorbrechender, links gewendeter, silbern gehörnter schwarzer Wisentkopf; hinten in Gold ein halber grünblättriger roter Apfelbaum am Spalt mit drei roten Früchten.“ |
| Wappen von Jabel | Wappenbegründung: In dem Wappen steht der Apfelbaum als redendes Zeichen für den aus dem Altslawischen stammenden Ortsnamen (jablŭ = Apfelbaum). Mit der Anzahl der Äpfel soll auf die drei Ortsteile verwiesen werden. Während der Wisentkopf die seit 1957 auf der Halbinsel Damerower Werder im Freigehege lebende Wisentherde versinnbildlicht, sollen die Wellenfäden auf die Lage der Gemeinde am Jabelschen See, Kölpinsee und Loppiner See hindeuten. Anzumerken ist zu dieser Wappendarstellung, dass sie nicht ganz den heraldischen Gestaltungsgrundsätzen entspricht. Nach den Farbregeln müssten die durch die Spaltung vorn und hinten entstandenen Felder zwei verschiedene Tinkturen aufweisen. Das Wappen und die Flagge wurde von dem Schlockower Michael Rohde gestaltet. Es wurde zusammen mit der Flagge am 6. Oktober 2009 durch das Ministerium des Innern genehmigt und unter der Nr. 329 der Wappenrolle des Landes Mecklenburg-Vorpommern registriert. |

### Flagge
Die Flagge ist längs gestreift von Gelb, Rot und Gelb. Die gelben Streifen nehmen je ein Fünftel, der rote Streifen nimmt drei Fünftel der Höhe des Flaggentuchs ein. In der Mitte des roten Streifens liegt das Gemeindewappen, das die Hälfte der Höhe des Flaggentuchs einnimmt. Die Höhe des Flaggentuchs verhält sich zur Länge wie 3:5.

### Dienstsiegel
Das Dienstsiegel zeigt das Gemeindewappen mit der Umschrift „GEMEINDE JABEL • LANDKREIS MECKLENBURGISCHE SEENPLATTE“.

## Sehenswürdigkeiten

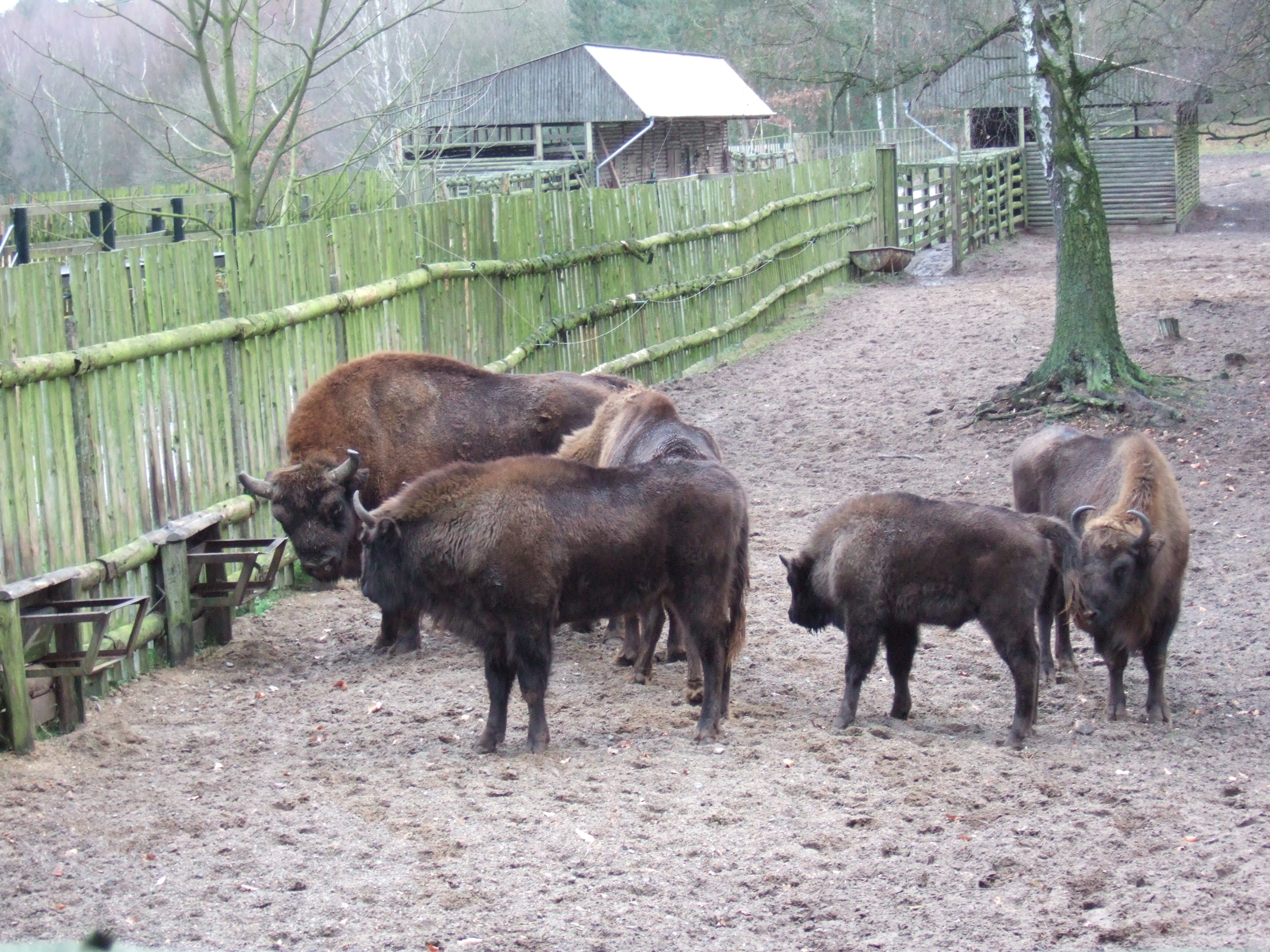
Wisente in Damerow

- Die Dorfkirche in Jabel wurde 1868 auf den Grundmauern der abgebrannten mittelalterlichen Kirche errichtet.
- Das Pfarrhaus gegenüber der Kirche wurde in seiner heutigen Form 1824 erbaut. Auf dem Pfarrhof befinden sich neben einer etwa 300 Jahre alten Eibe auch gewaltige Winterlinden.
- Wisentgehege auf dem Damerower Werder
- Barockes, stark umgebautes, zweigeschossiges, 10-achsiges Gutshaus Neu Gaarz von um 1760

## Infrastruktur
Jabel liegt an der Verbindungsstraße von Malchow nach Waren (Müritz), die nördlich um die großen Seen (Fleesensee und Kölpinsee) führt. Der etwa einen Kilometer außerhalb gelegene Bahnhof Jabel liegt an der Bahnlinie – ehemals „Mecklenburgische Südbahn“ – von Waren (Müritz) über Malchow und Lübz nach Parchim.

Am Westufer des Sees südlich des Ortskerns befindet sich die Ferienhausanlage Maribell mit Gastronomie und Marina.